# Шельфовый ледник Рисер-Ларсена
Шельфовый ледник Рисер-Ларсена — шельфовый ледник в Антарктиде.

## Топоним
Ледник назван в честь Яльмара Рисер-Ларсена, норвежского полярного исследователя, внёсшего вклад в изучение Земли Королевы Мод и Антарктиды.

## Описание
Простирается вдоль побережья Земли Королевы Мод. Протяжённость составляет примерно 400 км (250 миль), тянется от мыса Норвегия до острова Лиддан и ледника Стэнкомб-Уиллс. Побережье ледника выходит на море Уэдделла, в районе ледника имеющее большие глубины, достигающие 2 км. Вытянут в направлении на запад, ширина в различных местах различается и составляет от 60 до максимума в 90 км.

## История
Частично был замечен в разные годы Уильямом Спирсом Брюсом (1904), Эрнестом Шеклтоном (1915) и Яльмаром Рисер-Ларсеном (1930). Большая часть ледника была сфотографирована сверху с помощью аэрофотосъёмки в 1951-52 годах Норвежско-британско-шведской антарктической экспедицией (NBSAE). Съёмку южной и береговой границ объекта провели во время операции Соединённых Штатов Америки «Глубокая заморозка» (Deep Freeze) с 1967 по 1969 год.

## Ключевая орнитологическая территория
Ключевая орнитологическая территория площадью 477 гектаров на припае, в северной части ледника, в 140 км к северо-востоку от мыса Весткапп, признана BirdLife International. В данном месте обитает крупная (около 4000 птиц) колония императорских пингвинов. Данные о размножении других птиц на территории отсутствуют.